# Hildegard Falck
Hildegard Falck (nascida Janze) (Bad Münder am Deister, 8 de junho de 1949) é uma ex-atleta da Alemanha Ocidental, especialista em provas de meio-fundo, recordista mundial e campeã olímpica em Munique 1972.
Falck surgiu internacionalmente em 11 de julho de 1971 ao estabelecer uma nova marca mundial para os 800 m femininos em Stuttgart, 1m 58.45, tornando-se a primeira mulher do mundo a correr esta prova em menos de 2 minutos.
No ano seguinte, nos Jogos Olímpicos de Munique, ganhou a medalha de ouro da prova, com novo recorde olímpico, 1m 58.55. Além disso, também participou do revezamento 4X400 m feminino alemão, conquistando a medalha de bronze.